# Goutz
Goutz ist eine französische Gemeinde mit 213 Einwohnern (Stand 1. Januar 2022) im Département Gers in der Region Okzitanien. Sie gehört zum Arrondissement Condom und zum Kanton Fleurance-Lomagne. 
Sie ist umgeben von den Nachbargemeinden Brugnens im Norden, Bajonnette im Osten, Saint-Brès im Südosten, Taybosc im Süden, Pis im Südwesten und Céran im Westen.

## Bevölkerungsentwicklung
| Jahr                       | 1962 | 1968 | 1975 | 1982 | 1990 | 1999 | 2008 | 2016 |
| -------------------------- | ---- | ---- | ---- | ---- | ---- | ---- | ---- | ---- |
| Einwohner                  | 216  | 193  | 150  | 159  | 151  | 163  | 184  | 197  |
| Quellen: Cassini und INSEE |      |      |      |      |      |      |      |      |